# Silverthorne
Silverthorne és una població dels Estats Units a l'estat de Colorado. Segons el cens del 2000 tenia 3.196 habitants.

## Demografia
Segons el cens del 2000, Silverthorne tenia 3.196 habitants, 1.103 habitatges, i 736 famílies. La densitat de població era de 389,3 habitants per km².
Dels 1.103 habitatges en un 36,2% hi vivien nens de menys de 18 anys, en un 53% hi vivien parelles casades, en un 6,7% dones solteres, i en un 33,2% no eren unitats familiars. En el 13,8% dels habitatges hi vivien persones soles el 0,5% de les quals corresponia a persones de 65 anys o més que vivien soles. El nombre mitjà de persones vivint en cada habitatge era de 2,9 i el nombre mitjà de persones que vivien en cada família era de 3,14.
Per edats la població es repartia de la següent manera: un 23,1% tenia menys de 18 anys, un 14,8% entre 18 i 24, un 42,3% entre 25 i 44, un 17,8% de 45 a 60 i un 2% 65 anys o més.
L'edat mediana era de 30 anys. Per cada 100 dones de 18 o més anys hi havia 140,7 homes.
La renda mediana per habitatge era de 58.839 $ i la renda mediana per família de 61.715 $. Els homes tenien una renda mediana de 31.983 $ mentre que les dones 27.172 $. La renda per capita de la població era de 24.271 $. Entorn del 2,9% de les famílies i el 7,2% de la població estaven per davall del llindar de pobresa.

## Poblacions més properes
El següent diagrama mostra les poblacions més properes.